# La Terroriste (film, 1907)
Pour les articles homonymes, voir La Terroriste.
Pour plus de détails, voir Fiche technique et Distribution.
La Terroriste est un film muet français réalisé par Louis Feuillade, sorti en 1907.

## Fiche technique
- Titre : La Terroriste
- Réalisation : Louis Feuillade
- Scénario :
- Société de production : Société des Etablissements L. Gaumont
- Pays de production :  France
- Format : Noir et blanc — 35 mm — 1,33:1 — Muet
- Genre :
- Métrage :
- Date de sortie : 
  - France : 1907